# 八幡原
八幡原（はちまんばら・やはたばら・やわたはら）は、平原の地名である。大抵の場合、地名の由来は
1. 巾のある米の田が末広がりになっている平原の様子を漢字で表したもので、巾・米・田で「幡」、末広がりの様子は「八」の字で表されることから、この二字と平「原」で八幡原
2. 八幡神社の寺領内もしくは寺内町の区域の平原なので八幡原

の2つのいずれかもしくは両方である。八幡原と呼ばれる地域は周りと比較して平坦であり、川などの水源が近くにあることが多い。また、ほとんどの八幡原は平野ではなく盆地にある。
長野県長野市の八幡原は、川中島の戦いの舞台となったことで有名である。